# Alexander Golling
Alexander Golling (2 de agosto de 1905 - 28 de febrero de 1989) fue un actor de nacionalidad alemana.

## Biografía
Nacido en Múnich, Alemania, Alexander Golling se formó en la escuela teatral de Max Bayrhammer, en Múnich. Tras debutar en Rudolstadt (1924), tuvo compromisos teatrales en Erfurt, Heidelberg y Leipzig (con el director Douglas Sirk), donde fue Mefistófeles, llegando en 1934 al Volksbühne de Berlín. Alternando con Heinrich George, fue Franz Moor en el drama de Friedrich Schiller Los bandidos.
A partir del año 1934 fue actor cinematográfico de carácter, trabajando en cintas como Der Kurier des Zaren, Der Tiger von Eschnapur y Das indische Grabmal. Una de sus películas destacadas fue el drama bélico submarino de Herbert Selpin Geheimakte WB 1 (1941/42), antes del cual había trabajado también en 90 Minuten Aufenthalt (1936), Dreizehn Mann und eine Kanone (1938) y Gold in New Frisco (1939).
Tras su éxito como Ricardo III en el Bayerisches Staatsschauspiel de Múnich en 1937 y su posterior nombramiento como Staatsschauspieler (actor estatal), en 1938, a los 32 años de edad, se le proporcionó en dicho teatro un puesto de gerente que mantuvo hasta el final de la Segunda Guerra Mundial. Poco antes de que los bombardeos destruyeran el edificio, Golling retiró y puso a salvo su interior rococó. Gracias a su iniciativa, el teatro pudo trasladarse y reabrirse con su antigua gloria en el Teatro de Cuvilliés. En ese teatro Golling actuó como Peer Gynt, Macbeth, y como el Papa Gregorio VII. Este último papel le valió el apodo de „papa del teatro“, el cual, tras la guerra, pasó a ser „papa del teatro marrón“, a causa de sus lazos con el nazismo. Por este motivo, tras la contienda su carrera cinematográfica no tuvo continuidad. Hubo de pasar por un proceso de desnazificación, siendo considerado en 1948 como un mitläufer (seguidor o simpatizante) y condenado al pago de una multa de 500 marcos.
En el año 1948 volvió a los escenarios, actuando en el teatro dirigido por Saladin Schmitt en Bochum. Rodó cine de nuevo en 1950 , actuando bajo la dirección de realizadores como Veit Harlan, Wolfgang Liebeneiner y Karl Ritter. Hasta finales de los años 1970 trabajó como actor de reparto en otras 21 películas. Además, desde mediados de los años 1960 también actuó para diferentes producciones televisivas.
Alexander Golling falleció en Rottach-Egern, Alemania, en el año 1989. Fue enterrado en el Cementerio de Rottach-Egern. Había estado casado entre 1937 y 1941 con la actriz Annie Markart. Fruto de un matrimonio posterior, tuvo una hija, la actriz Claudia Golling, nacida en 1950.

## Filmografía (selección)
- 1934 : Der stählerne Strahl, de Franz Wenzler
- 1935 : Einer zuviel an Bord
- 1935 : Der große Preis von Europa, de Peter Paul Brauer
- 1935 : Der Kurier des Zaren, de Richard Eichberg
- 1935 : Der Dschungel ruft, de Harry Piel
- 1935 : Das Mädchen Johanna, de Gustav Ucicky
- 1936 : Der Kaiser von Kalifornien
- 1936 : 90 Minuten Aufenthalt, de Harry Piel
- 1937 : Menschen ohne Vaterland, de Herbert Maisch
- 1938 : Fahrendes Volk, de Jacques Feyder
- 1938 : Der Tiger von Eschnapur, de Richard Eichberg
- 1938 : Das indische Grabmal, de Richard Eichberg
- 1938 : Sergeant Berry, de Herbert Selpin
- 1938 : Dreizehn Mann und eine Kanone, de Johannes Meyer
- 1939 : Gold in New Frisco
- 1941 : Kameraden, de Hans Schweikart
- 1941 : Geheimakte W.B. 1, de Herbert Selpin
- 1950 : Vom Teufel gejagt, de Viktor Tourjansky
- 1951 : Unsterbliche Geliebte, de Veit Harlan
- 1953 : Staatsanwältin Corda, de Karl Ritter
- 1953 : Die kleine Stadt will schlafen gehen, de Hans H. König
- 1954 : Schule für Eheglück, de Rainer Geis y Toni Schelkopf
- 1954 : Hochstaplerin der Liebe, de Hans Heinz König
- 1954 : Gestatten, mein Name ist Cox, de Georg Jacoby
- 1954 : Die goldene Pest, de John Brahm
- 1954 : Ball der Nationen, de Karl Ritter
- 1955 : Der Major und die Stiere, de Eduard von Borsody
- 1956 : Zwei Bayern in St. Pauli, de Hermann Kugelstadt
- 1956 : Santa Lucia, de Werner Jacobs
- 1956 : Die goldene Brücke, de Paul Verhoeven
- 1957 : Königin Luise, de Wolfgang Liebeneiner
- 1959 : Ein Sommer, den man nie vergißt, de Werner Jacobs
- 1960 : Der Schleier fiel… (guion)
- 1960 : Soldatensender Calais, de Paul May
- 1960 : Mein Schulfreund, de Robert Siodmak
- 1961 : Vorsätzlich (telefilm), de Konrad Wagner
- 1961 : Wallenstein (telefilm), de Franz Peter Wirth
- 1964 : Slim Callaghan greift ein (serie TV)
- 1965 : Schonzeit für Füchse, de Peter Schamoni
- 1965 : Willkommen in Altamont (telefilm)
- 1966 : Das Kriminalmuseum (serie TV), episodio Der Barockengel
- 1966 : Der Mann aus Melbourne (telefilm)
- 1966 : Die Gentlemen bitten zur Kasse (miniserie TV)
- 1966 : Conan Doyle und der Fall Edalji (telefilm), de Karlheinz Bieber
- 1967 : Der Komödienstadel, episodio Der verkaufte Großvater
- 1968 : Dem Täter auf der Spur (serie TV), episodio Schrott, de Jürgen Roland
- 1969 : Der Komödienstadel, episodio Das Wunder des heiligen Florian
- 1969 : Hurra, die Schule brennt!, de Werner Jacobs
- 1970 : Das Glöcklein unterm Himmelbett
- 1971 : Birnbaum und Hollerstauden (telefilm)
- 1972 : Alle Menschen werden Brüder, de Alfred Vohrer
- 1973 : Okay S.I.R. (serie TV), episodio Naturhof Felicitas
- 1974 : Karl May, de Hans-Jürgen Syberberg
- 1974 : Der Jäger von Fall, de Harald Reinl
- 1974 : Die unfreiwilligen Reisen des Moritz August Benjowski (miniserie TV)
- 1974 : Der Kommissar (serie TV), episodio Traumbilder
- 1974 : Der Komödienstadel, episodio Das sündige Dorf
- 1975 : Des Christoffel von Grimmelshausen abenteuerlicher Simplicissimus (miniserie TV)
- 1976 : Derrick (serie TV), episodio Der Mann aus Portofino, de Dietrich Haugk
- 1976 : Zwickelbach & Co. (serie TV)
- 1977 : Die Jugendstreiche des Knaben Karl
- 1977 : Die seltsamen Abenteuer des Herman van Veen (serie TV)
- 1978 : Der Komödienstadel, episodio Der ledige Hof
- 1979 : Der Ruepp (telefilm)
- 1979 : Der Alte (serie TV), episodio Pensionstod
- 1983 : Der Glockenkrieg  (telefilm)